# Virgil Jacomini
Virgil Victor Jacomini (* 30. Mai 1899 in Washington, D.C.; † 4. Oktober 1984 in Houston) war ein US-amerikanischer Ruderer.
Jacomini gehörte 1920 als Bugmann zum Achter der United States Naval Academy an. Dieser Achter vertrat bei den Olympischen Spielen 1920 in Antwerpen die Vereinigten Staaten. Der Achter gewann in der Vorrunde mit sechzehn Sekunden Vorsprung gegen die belgische Mannschaft, im Halbfinale setzten sich die Amerikaner mit achtzehn Sekunden gegen die französische Besatzung durch. Mit einem knappen Vorsprung von 0,8 Sekunden siegte die Crew im Finale vor dem britischen Achter. 
1923 graduierte Jacomini an der Academy. Da die Navy nach dem Ersten Weltkrieg ihre Personalstärke reduzierte, bot sie den Absolventen der Academy an, die Navy mit dem Abschluss zu verlassen. Jacomini arbeitete danach als Ingenieur.